# Греф Герман Оскарович
Герман Оскарович Греф (рос. Греф Герман Оскарович, нар. 8 лютого 1964 року, Панфілово, Павлодарська область, Казахська РСР, СРСР) — російський державний діяч, політик німецького походження. Голова Сбербанку Росії і голова правління Сбербанку Росії з 28 листопада 2007 року, член ради директорів "Яндекса" (2014-2020)

## Життєпис
Народився 8 лютого 1964 в Павлодарській області Казахської РСР у сім'ї етнічних німців, висланих до Казахстану 1941 року. Батько - Оскар Федорович Греф, інженер; мати - Емілія Пилипівна, економіст. Сам Греф 2020 року називав сім'ю своїх батьків "засланцями-ленінградцями", уточнював, що шкільні роки його пройшли в маленькому містечку на березі Іртиша з кількома десятками тисяч жителів. Коли Герману було півтора року, його батько загинув, виховання трьох дітей, наймолодшим з яких був Герман, узяли на себе мати і бабуся.
Відомості про те, чим займався Герман Греф після закінчення школи, в опублікованих джерелах різняться, а сам він в автобіографічному інтерв'ю не розповідав про цей період. За одними даними, Греф вступив на факультет міжнародних економічних відносин МДІМВ МЗС СРСР, але після першого курсу був відрахований з інституту. За іншими даними, після отримання атестата Греф зі своєю першою дружиною Оленою Велікановою безуспішно намагалися вступити до Омського державного університету. В офіційній біографії Грефа зазначено, що в 1981-1982 роках він працював юрисконсультом райсільгоспуправління Іртишського району Павлодарської області.
У 1982—1984 роках проходив службу у Збройних Силах СРСР, у спеціальних частинах внутрішніх військ МВС СРСР.
У 1990 році закінчив юридичний факультет Омського державного університету за спеціальністю "правознавство" і залишений як викладач юридичного факультету. В університеті був комсоргом курсу і керівником комсомольського оперотряду, вступив до КПРС.
У 1991—1994 — юрисконсульт районної адміністрації, начальник агентства Комітету з управління міським майном в Петродворцовому районі Санкт-Петербурга.
У 1992 році він був призначений начальником Петродворцового районного агентства Комітету з управління міським майном мерії Санкт-Петербурга. У 1992-1994 роках був головою Комітету з управління майном - заступником голови адміністрації міста Петродворця. 
У 1994 році призначений заступником голови, а потім - першим заступником голови Комітету з управління міським майном мерії Санкт-Петербурга. 
З 29 серпня 1997-1998 роках обіймав посаду віце-губернатора і голови Комітету з управління міським майном мерії Санкт-Петербурга. У період роботи в адміністрації Санкт-Петербурга Греф познайомився з Володимиром Путіним, Олексієм Кудріним, Дмитром Козаком, Дмитром Медведєвим.
З 12 серпня 1998 — перший заступник Міністра державного майна Російської Федерації.
Голова некомерційного фонду «Центр стратегічних розробок» (з грудня 1999 по травень 2000).
18 травня 2000 року Указом Президента РФ Володимира Путіна призначений міністром економічного розвитку і торгівлі РФ. 24 лютого 2004 Указом Президента РФ В.Путина відправлений у відставку.
9 березня 2004 року новопризначений міністром економічного розвитку і торгівлі РФ. У травні 2004 зберіг свою посаду в новому кабінеті Михайла Фрадкова. Як міністр Греф проводив політику накопичення бюджетних коштів від прибутку з продажів енергоносіїв. Разом з Олексієм Кудріним, міністром фінансів, був ініціатором створення Стабілізаційного фонду для виплат за зовнішнім боргом. Завдяки високим цінам на нафту, розмір Стабфонда незабаром значно перевищив розмір зовнішнього боргу Росії. Всупереч думці критиків уряду, Греф і Кудрін не стали активно витрачати кошти Стабілізаційного фонду, а продовжували накопичення з метою вкладати ці кошти в цінні папери для подальшого збільшення фонду.
Греф також був основним лобістом входження Росії в Світову Організацію Торгівлі.
24 вересня 2007 року, після відставки уряду Михайла Фрадкова, Греф не увійшов до нового кабінету міністрів. Натомість він був вибраний головою правління Сбербанку Росії. Колишній глава банку, Андрій Казьмін, був переведений на роботу в Пошту Росії, що викликало незадоволеність провідних менеджерів банку, що проголосували проти Грефа.
Є членом ради директорів багатьох державних компаній, Газпром, Связьінвест.

## Санкції
У січні 2018 року Греф опинився в «кремлівському списку» Мінфіну США — до списку потрапили 210 чиновників, політиків і бізнесменів, наближених до президента Росії Володимира Путіна. Список не був санкційним і не передбачав жодних обмежень проти його фігурантів.
У березні-квітні 2022 року, після вторгнення Росії в Україну, США, Велика Британія та Євросоюз запровадили санкції проти Германа Грефа.
З 24 лютого 2022 року перебуває під санкціями Канади.
З 13 квітня 2022 року перебуває під санкціями Швейцарії.
З 6 квітня 2022 року перебуває під санкціями Австралії.
Указом президента України Володимира Зеленського від 19 жовтня 2022 року перебуває під санкціями України.

З 18 березня 2022 року перебуває під санкціями Нової Зеландії.